# Love Train
«Love Train» es una canción escrita por Kenneth Gamble y Leon Huff. Publicada como sencillo en 1972, alcanzó la posición #1 en el Billboard Hot 100 en marzo de 1973, y #9 en el UK Singles Chart y fue certificado con un disco de oro por RIAA. Fue el primer y único sencillo en alcanzar la posición #1 en las listas estadounidenses.

## Otras versiones
- Kylie Minogue – en vivo
- Human Nature – Romance of the Jukebox (2018)
- Hall & Oates – Earth Girls Are Easy (1989)
- The Rolling Stones – en vivo
- Tommy Lee – Final Destination 3 (2006)

### Sampling
- 1973: La agrupación musical John & Ernest uso la melodía de la canción para su sencillo «Super Fly Meets Shaft».[7]

## Posicionamiento

### Gráfica semanal
| Gráficas (1972–73)                               | Pico de posición |
| ------------------------------------------------ | ---------------- |
| Australia (Kent Music Report)                    | 91               |
| Canadá (RPM Top Singles)                         | 15               |
| Irlanda (Irish Singles Chart)                    | 19               |
| Reino Unido (UK Singles Chart)                   | 9                |
| Estados Unidos (Billboard Hot 100)               | 1                |
| Estados Unidos (Billboard Hot R&B/Hip-Hop Songs) | 1                |
| Estados Unidos (Cashbox Top 100)                 | 1                |

### Gráfica de fin de año
| Gráficas (1973)                    | Pico de posición |
| ---------------------------------- | ---------------- |
| Canadá (RPM Top Singles)           | 117              |
| Estados Unidos (Billboard Hot 100) | 32               |
| Estados Unidos (Cashbox Top 100)   | 12               |

## Certificaciones y ventas
| País                  | Certificación | Ventas     |
| --------------------- | ------------- | ---------- |
| Estados Unidos (RIAA) | Oro           | 1,000,000^ |
| Reino Unido (BPI)     | Platino       | 200,000^   |